# 小行星57424
小行星57424（57424 Caelumnoctu）是一颗绕太阳运转的小行星，为主小行星带小行星。该小行星于2001年9月20日发现。
該小行星以BBC電視系列節目《仰望夜空》（Caelum noctu）命名，該節目於1957年4月24日播出。

## 轨道参数
小行星57424的轨道半长轴为454 379 646 km，3.0372971 UA，离心率为0.092。